# 弧长

现实中，求曲线的长度，可以将它拉直后测量，数学中则需要更复杂的手段。

曲线的弧长也称曲线的长度，是曲线的特征之一。不是所有的曲线都能定义长度，能够定义长度的曲线称为可求长曲线。最早研究的曲线弧长是圆弧的长度。为了计算圆周的长度，数学家发明了用直线段近似的方法，并应用到其他的曲线上。微积分出现后，数学家开始用积分的方式计算曲线的弧长，得出了许多特殊曲线的弧长的精确表达式。

## 一般方法

选取曲线上的点，连成折线，折线的长度近似于曲线的弧长。

计算平面上一段曲线的弧长，最早也是最直接的方法是用一些直线段来作出和曲线相似的形状，以直线段的长度代替曲线的弧长。具体的方法是在曲线上选一些点，然后将这些点用线段连起来，得到一条折线。这些线段长度的和，也就是折线的长度，便近似于曲线的弧长。选取的点越密集越均匀，折线的长度就越接近曲线的弧长。但有时候折线的长度可能可以任意大，甚至趋向无限大。这样的曲线无法定义长度。但对一般的光滑曲线来说，当相邻的点之间的距离都趋于0的时候，折线的长度会趋于一个极限，也就是曲线的弧长。

## 定义
设{\displaystyle C}是欧几里德空间{\displaystyle S=\mathbb {R} ^{n}}（或某个有限维度量空间）中的一条曲线。它是某个从实数区间映射到S的连续函数{\displaystyle f:[a,b]\rightarrow S}的图像。考虑区间{\displaystyle [a,b]}的一个分割：{\displaystyle a=t_{0}<t_{1}<\ldots <t_{n-1}<t_{n}=b}。{\displaystyle f(t_{0}),f(t_{1}),\ldots ,f(t_{n-1}),f(t_{n})}是曲线{\displaystyle C}上的{\displaystyle n+1}个点。将{\displaystyle f(t_{i})}和{\displaystyle f(t_{i+1})}两点之间的距离记为{\displaystyle d\left(f(t_{i}),f(t_{i+1})\right)}，这也是从{\displaystyle f(t_{i})}连到{\displaystyle f(t_{i+1})}的线段的长度。而曲线{\displaystyle C}的弧长{\displaystyle L(C)}定义为：
{\displaystyle L(C)=\sup _{a=t_{0}<t_{1}<\cdots <t_{n}=b}\sum _{i=0}^{n-1}d(f(t_{i}),f(t_{i+1}))}
也就是说，曲线的弧长是所有从曲线中选取有限个点连起来的折线长度的最小上界。广义的曲线弧长也包括这个最小上界不存在的情况，这时候定义曲线的弧长是无穷大。曲线的弧长有限的时候，称之为可求长曲线，否之称为不可求长曲线。以上的定义不要求函数{\displaystyle f}可微，度量空间也没有定义微分的结构。
将曲线用函数的形式表达称为曲线的参数化，用参数（函数的自变量）来刻画曲线。对给定的曲线，参数化的方法不止一种。但只要参数化的函数是连续的，那么两种不同的参数化方式之间就可以用一个连续单调的函数来转换。所以参数化的方式不会影响定义曲线的弧长。曲线的弧长是它的内禀属性，不依赖于参数化的方式。

## 用积分计算弧长
假设曲线{\displaystyle C}可以用连续可微函数{\displaystyle r\;:[a,b]\;\rightarrow \;S}进行参数化，那么在进行分割{\displaystyle a=t_{0}<t_{1}<\ldots <t_{n-1}<t_{n}=b}後，每一段线段{\displaystyle \Delta r_{i}=\left(r(t_{i}),r(t_{i+1})\right)}在间隔足够小的时候可以近似为{\displaystyle \Delta r_{i}\approx r'(t_{i})\Delta t_{i}}。所以折线长度就是：
{\displaystyle L_{T}=\sum _{i=0}^{n-1}\|\Delta r_{i}\|=\sum _{i=0}^{n-1}\|r'(t_{i})\|\Delta t_{i}.}
当所有的{\displaystyle \Delta t_{i}}都趋于0时，就能得到曲线的长度s：
{\displaystyle s=\int _{a}^{b}\|r'(t)\|dt.}
假设平面曲线{\displaystyle C}是用函数{\displaystyle X(t)}和{\displaystyle Y(t)}进行参数化。考虑曲线上很短的一段弧，它的长度为{\displaystyle ds}，根据勾股定理，在给定的直角坐标系中，有：那么{\displaystyle ds}和两者的关系是：
{\displaystyle ds^{2}=dX^{2}+dY^{2}.}
{\displaystyle ds}足够接近0的时候，{\displaystyle dx}和{\displaystyle dy}也足够接近0. 所以在给定的时刻{\displaystyle t}，在{\displaystyle \left(X(t),Y(t)\right)}附近有：
{\displaystyle ds={\sqrt {\left({dX(t) \over dt}\right)^{2}+\left({dY(t) \over dt}\right)^{2}}}dt={\sqrt {X'(t)^{2}+Y'(t)^{2}}}\,dt.}
对上式两端分别积分，就得到：
{\displaystyle s=\int _{a}^{b}{\sqrt {X'(t)^{2}+Y'(t)^{2}}}\,dt.}
三维空间中，假设曲线{\displaystyle C}是用函数{\displaystyle X(t)}、{\displaystyle Y(t)}和{\displaystyle Z(t)}进行参数化，则用类似的方式可以推出，
{\displaystyle s=\int _{0}^{1}{\sqrt {X'(t)^{2}+Y'(t)^{2}+Z'(t)^{2}}}\,dt.}
假设平面曲线{\displaystyle C}是函数{\displaystyle f:\mathbb {R} \rightarrow \mathbb {R} }的图像，并且函数{\displaystyle f}是连续可微的函数：{\displaystyle f'(t)}存在并且也是连续的函数。那么这等价于设{\displaystyle X(t)=t}，{\displaystyle Y(t)=f(t)}，所以
{\displaystyle s=\int _{a}^{b}{\sqrt {X'(t)^{2}+Y'(t)^{2}}}\,dt.=\int _{a}^{b}{\sqrt {1+[f'(x)]^{2}}}\,dx}
假设曲线是以极坐标的方式进行参数化：{\displaystyle r:\mathbb {R} \rightarrow \mathbb {R} ^{+}}，那么{\displaystyle ds^{2}=dr^{2}+(rd\theta )^{2}.} 弧长等于：
{\displaystyle s=\int _{a}^{b}{\sqrt {r^{2}+({dr \over d\theta })^{2}}}\,d\theta .}
通过积分学的知识可以知道，对大部分的{\displaystyle f}或{\displaystyle X(t)}和{\displaystyle Y(t)}，上述的积分式没有初等的解析表达式，所以大部分的曲线弧长是无法用显式计算的，只能通过数值计算求出。能用显式表达弧长的曲线除了直线和圆以外还有悬链线、摆线、等角螺线、抛物线、半立方抛物线等等。椭圆的弧长无法用显式计算，数学家们因此发展出椭圆积分和椭圆函数。

## 例子

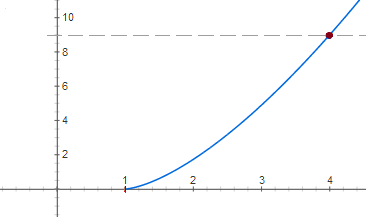
半三次曲线：点(1,0)到(4,9)的曲线段的弧长

### 圆的弧长
圆的弧长与角度（弧度）成正比。设圆的半径为r，那么弧度{\displaystyle \alpha }对应的圆弧的弧长是{\displaystyle r\alpha }；角度θ对应的圆弧的弧长是{\displaystyle {\frac {r\pi \theta }{180}}}。整个圆周的周长是：{\displaystyle C=2\pi r}.特别的，当圆心角使用弧度制单位时，弧长=弧度制圆心角×半径。

### 半立方抛物线的弧长
设半立方抛物线的方程为：{\displaystyle y^{2}=3(x-1)^{3}}，要求点{\displaystyle (1,0)}到{\displaystyle (4,9)}的曲线段的弧长，可以用积分计算。这一段上的{\displaystyle y}大于等于0，即{\displaystyle y={\sqrt {3}}(x-1)^{\frac {3}{2}}}，而求导可得：
{\displaystyle 2yy\prime =9(x-1)^{2}}
所以
{\displaystyle (y\prime )^{2}=\left({\frac {9(x-1)^{2}}{2y}}\right)^{2}=\left({\frac {9(x-1)^{2}}{2{\sqrt {3}}(x-1)^{\frac {3}{2}}}}\right)^{2}=\left({\frac {3{\sqrt {3}}(x-1)^{\frac {1}{2}}}{2}}\right)^{2}={\frac {27(x-1)}{4}}.}
弧长：
{\displaystyle s=\int _{1}^{4}{\sqrt {1+(y\prime )^{2}}}\,dx=\int _{1}^{4}{\sqrt {1+{\frac {27(x-1)}{4}}}}\,dx={\frac {85{\sqrt {85}}-8}{81}}}

## 弧长无限大的曲线

科赫雪花曲线

有些曲线本身有界（可以被长和宽都有限的长方形覆盖），但其弧长是无限大。一个著名的例子是科赫雪花曲线（见右图）。这个曲线是由一个线段通过重复一系列步骤的改变直到无限而构成的。可以计算，每一步改变后，曲线的弧长都会变成上一步时的三分之四，所以假设原线段长度为a，则第n步之后，弧长变成：a(4/3)n，当n趋于正无穷大时，曲线弧长也趋于无限大。